# Paruroctonus marksi
Espèce
Paruroctonus marksi est une espèce de scorpions de la famille des Vaejovidae.

## Distribution
Cette espèce est endémique de Californie aux États-Unis. Elle se rencontre dans les comtés de Los Angeles et de San Bernardino.

## Habitat
Cette espèce se rencontre dans les dunes du désert des Mojaves.

## Description
Le mâle holotype mesure 40,7 mm et la femelle paratype 35,4 mm.

## Étymologie
Cette espèce est nommée en l'honneur de Joseph L. Marks.

## Publication originale
- Haradon, 1984 : « New and redefined species belonging to the Paruroctonus baergi group (Scorpiones, Vaejovidae). » The Journal of Arachnology, vol. 12, no 2, p. 205-221 (texte intégral).